# Tadeusz Sokołowski (jeździec)
Tadeusz Sokołowski, ps. „Trop”, „Tadeusz Serafin” (ur. 12 września?/25 września 1905 w Żemłosławiu, zm. 6 lutego 1943 w Mińsku) – oficer Wojska Polskiego i Armii Krajowej, uczestnik III powstania śląskiego i II wojny światowej (cichociemny), polski jeździec, olimpijczyk z Berlina 1936.

## Osiągnięcia sportowe

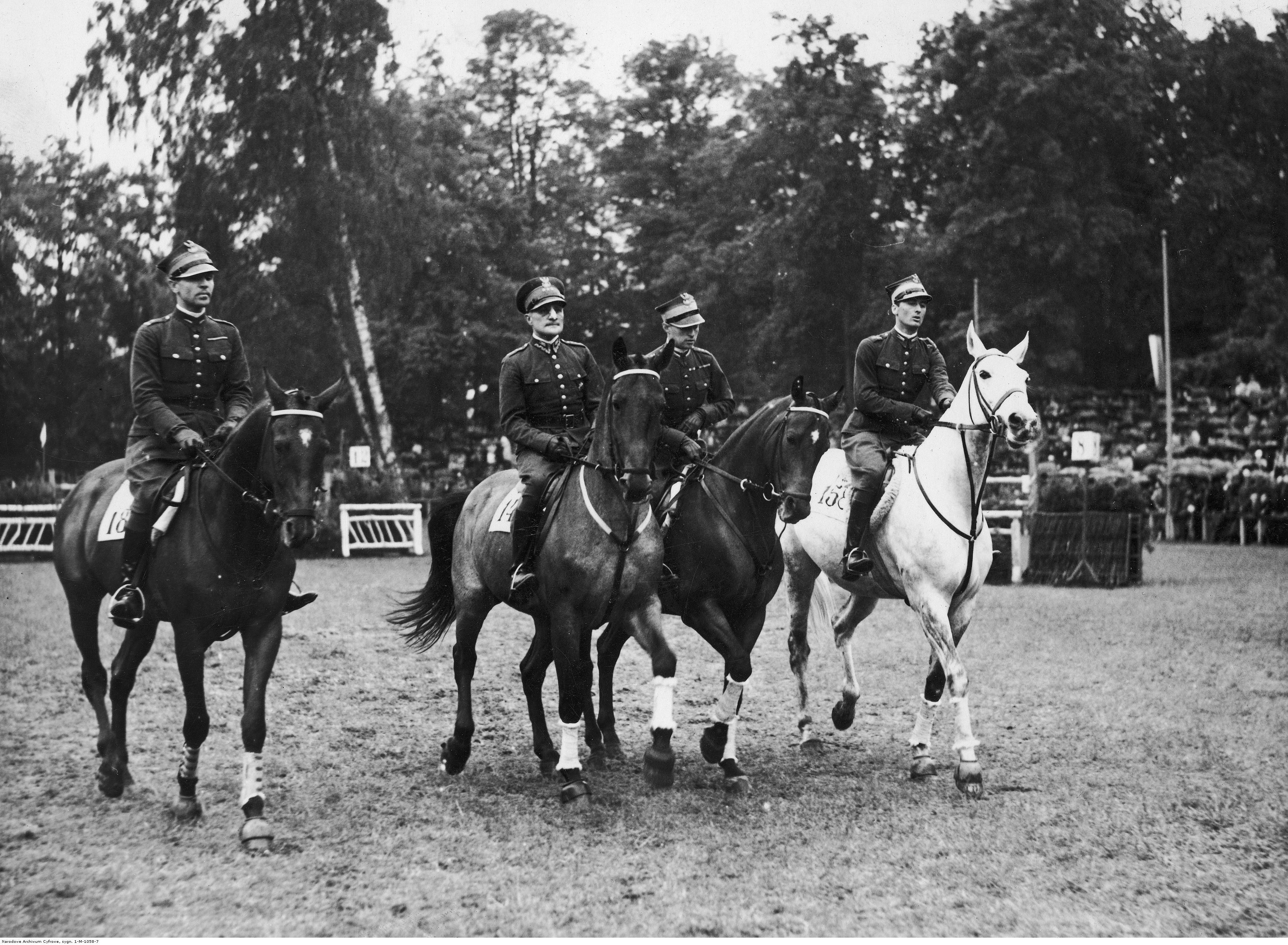
Ekipa polska, która zajęła III miejsce w konkursie o Puchar Narodów w Warszawie w 1936. Od lewej: mjr. Wilhelm Lewicki, rtm. Tadeusz Sokołowski, por. Stanisław Czerniawski, por. Michał Gutowski

Medalista mistrzostw Polski, medale:
- złoty – w skokach przez przeszkody w roku 1936 na koniu Zbieg II[2]
- srebrny – w ujeżdżeniu w roku 1932 na koniu Tajfun
- brązowy – w ujeżdżeniu w roku 1935 na koniu Zator

Na igrzyskach olimpijskich w 1936 roku wystartował w konkursie skoków przez przeszkody. Indywidualnie nie ukończył konkurencji, a drużynowo Polska nie została sklasyfikowana.

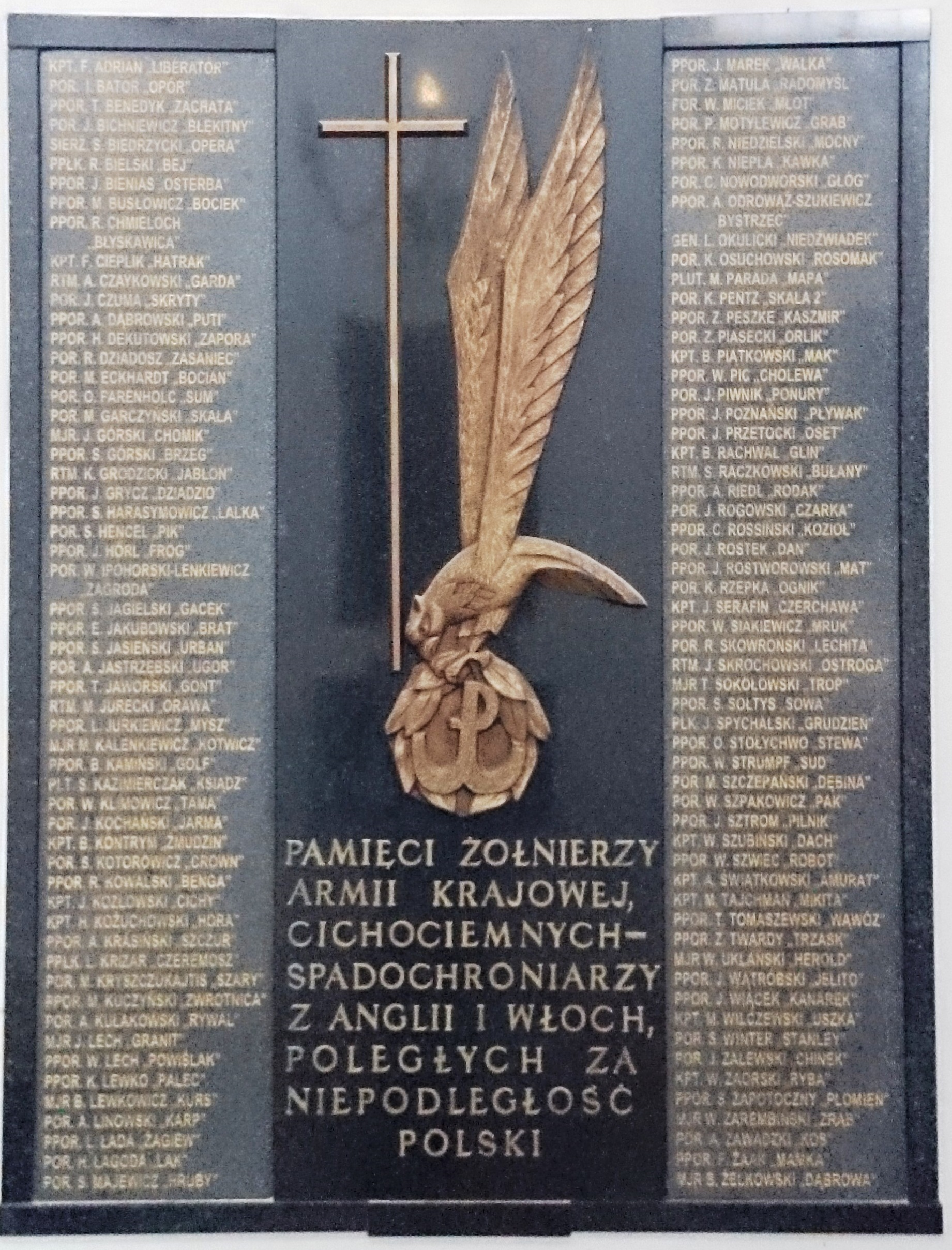
Tablica w kościele św. Jacka w Warszawie, upamiętniająca poległych cichociemnych, w tym Tadeusza Sokołowskiego

## Udział w II wojnie światowej
Zrzucony do kraju w nocy z 30/31 marca 1942 roku podczas VII operacji o kryptonimie „Belt” przerzutu skoczków do kraju. Dowódca odcinka IV wydzielonej organizacji dywersyjnej AK "Wachlarz" utworzonej latem 1941 roku w związku z wybuchem wojny niemiecko-sowieckiej.  Został zamordowany przez Gestapo w Mińsku.

## Upamiętnienie
W lewej nawie kościoła św. Jacka przy ul. Freta w Warszawie odsłonięto w 1980 roku tablicę Pamięci żołnierzy Armii Krajowej, cichociemnych – spadochroniarzy z Anglii i Włoch, poległych za niepodległość Polski. Wśród wymienionych 110 poległych cichociemnych jest Tadeusz Sokołowski.